# Ashford (motorfiets)
Ashford is een historisch Brits merk van fietsen en motorfietsen.
De bedrijfsnaam was: Ashford Cycle Co., Ashford, Kent.
De Engelse fietsenfabriek Ashford produceerde alleen in 1905 een aantal motorfietsen. Het waren tamelijk eenvoudige modellen die werden uitgerust met 3½-pk-inbouwmotoren van Minerva- en Fafnir. Dat was nodig omdat er nog weinig goede Britse motoren te koop waren.